# 刈谷市歴史博物館
刈谷市歴史博物館（かりやしれきしはくぶつかん）は、愛知県刈谷市逢妻町四丁目にある博物館。

## 歴史
2019年（平成31年）3月24日に開館した。刈谷城跡にある亀城公園の北側に隣接している。2019年（令和元年）12月には第51回中部建築賞を受賞した。

## 展示
館内は「歴史ひろば」と呼ばれる常設展示室と「お祭りひろば」と呼ばれる祭り展示室のほか、企画展示室や資料閲覧室を備えており、歴史資料や全国にある刈谷市に関する資料を収集・調査・展示している。刈谷市郷土資料館から展示の一部が移管された。
- エントランス
- 体験学習室
- 「歴史ひろば」の常設展示
- 「歴史ひろば」の常設展示
- 「お祭りひろば」にある万燈祭りの万燈
- 刈谷山車祭で曳き回される山車（肴町）
- 刈谷山車祭で曳き回される山車（新町）
- 「お祭りひろば」にある野田雨乞笠おどりの展示
- 豊田自動織機G3型

## アクセス
- JR東海道本線 逢妻駅から徒歩で約15分。
- 名鉄三河線 刈谷市駅から徒歩で約15分[4]。